# Gold and the Woman
Gold and the Woman er en amerikansk stumfilm fra 1916 af James Vincent.

## Medvirkende
- Theda Bara som Juliet DeCordova.
- Alma Hanlon som Hester.
- H. Cooper Cliffe som oberst Ernest Dent.
- Harry Hilliard som Lee Duskara.
- Carleton Macys som Dugald Chandos.